# Antonín Otakar Zeithammer
Antonín Otakar Zeithammer (5. listopadu 1832 Písek – 13. listopadu 1919 Praha), byl český politik a novinář, významný člen staročeské strany. Zasedal jako poslanec Českého zemského sněmu (1863-71 a 1878-95), předlitavské Říšské rady (1879-91) a od roku 1909 Panské sněmovny, pracoval v pražském zastupitelstvu (1873-79 jako náměstek starosty). Účastnil se významných politických jednání (např. státoprávní deklarace českých poslanců 1868, pokus o česko-rakouské vyrovnání 1871 – tzv. fundamentální články, punktace 1890) i vlasteneckých podniků (činnost Průmyslové jednoty, stavba Národního divadla, zřízení městského muzea v Praze). Přispíval do stranického tisku (Politik, Národní pokrok). Po neúspěchu staročechů ve volbách do Říšské rady roku 1891 odešel z politického života. Byl oceňován a vzpomínán jako poslední z generace praktických národních buditelů, jehož ideálem byl navzdory všem kompromisům vždy pokrok a bezpečný vývoj národa.

## Život

### Mládí, studium a profesní dráha
Narodil se 5. listopadu 1832 v Písku jako syn zemského školního inspektora Řehoře Zeithammera a jeho ženy Marie Petersové, sestřenice Terezie Měchurové a Leopolda Měchury. Navštěvoval gymnázium v rodném městě, roku 1847 přešel na piaristické gymnázium v Praze se stipendiem od císaře Ferdinanda. V roce 1848 vstoupil do akademické legie, o dva roky později byl přijat na pražskou právnickou fakultu. Stal se členem výboru a knihovníkem Akademického čtenářského spolku, kvůli politickým aktivitám byl ale z této organizace brzy policejně vyloučen.
V roce 1855 složil státní zkoušku pro výuku dějepisu na gymnáziích a stal se profesorem na Terezianu ve Vídni. Roku 1856 přešel na gymnázium v Záhřebu, kde se rovněž věnoval zeměpisnému zkoumání Chorvatska a Vojenské hranice. V roce 1858 uskutečnil cestu po Itálii. Roku 1861 se vrátil do Prahy, kde přijal místo v akademickém gymnáziu. Seznámil se zde s předními staročeskými politiky a zapojil do činnosti jejich strany.

### Politické a veřejné aktivity po roce 1861
Od září 1862 byl členem redakce deníku Politik. V roce 1863 byl zvolen poslancem Českého zemského sněmu za volební obvod Kralovice a Manětín. Když měl být téhož roku přeložen z pražského gymnázia do Opavy, odešel ze státní služby a od té doby se plně věnoval žurnalistice a politice. Zemský sněm ho roku 1871 zvolil poslancem Říšské rady (celostátní zákonodárný sbor, tehdy ještě nevolen přímo, ale tvořen delegáty jednotlivých zemských sněmů). V souladu s tehdejší českou opoziční politikou pasivní rezistence ale mandát nepřevzal a do sněmovny se nedostavil. Jeho mandát tak byl 23. února 1872 prohlášen pro absenci za zaniklý. Totéž se opakovalo po prvních přímých volbách do Říšské rady roku 1873, kdy získal mandát poslance za kurii venkovských obcí, obvod Jičín, Hořice, Jilemnice. Z politických důvodů se nedostavil do sněmovny, čím byl jeho mandát i přes opakované zvolení prohlášen za zaniklý. Sám byl stoupencem bojkotu Říšské rady a v rámci Národní strany roku 1867 prosazoval společně s matadory jako František Ladislav Rieger a František Palacký i bojkot zemského sněmu, s čímž ovšem nesouhlasili například Karel Sladkovský či Eduard Grégr a Julius Grégr. Nakonec tak došlo ke kompromisu, kdy se čeští poslanci na zemský sněm dostavili, přednesli svůj protest a pak se stáhli, aniž by ovšem rezignovali na mandáty. Už tehdy historik Otto Urban sleduje štěpení českého politického tábora na staro- a mladočechy, přičemž Zeithammerova příslušnost k starým ovšem nebyla míněna generačně, protože třeba ve srovnání s mladočechem Sladkovským byl o jedenáct let mladší. V roce 1869 ho tajná zpráva pražského policejního ředitele odeslaná do Vídně řadila mezi cca 10 nejvýznamnějších českých předáků a organizátorů projevů občanské neposlušnosti.
Byl členem Průmyslové jednoty a spolku pro výstavbu Národního divadla. V srpnu 1868 patřil mezi 81 signatářů státoprávní deklarace českých poslanců, v níž česká politická reprezentace odmítla centralistické směřování státu, hájila české státní právo a kritizovala rakousko-uherské vyrovnání. V roce 1871 byl členem třicetičlenné komise, která neúspěšně vyjednávala o rakousko-českém vyrovnání (takzvané fundamentální články). Téhož roku opustil redakci Politik a vstoupil do obdobně zaměřeného českého listu Národní pokrok.
Když nemohl v 70. letech kvůli obstrukcím vídeňské vlády vykonávat poslanecký mandát, zapojil se do činnosti pražského městského zastupitelstva. V letech 1873-79 byl prvním náměstkem starosty. Prosadil zřízení městské spořitelny a muzea, zbourání hradeb a výstavbu Palackého mostu, usiloval o zřízení české univerzity. Roku 1876 byl dokonce zvolen pražským starostou (purkmistrem), jeho volba ale nebyla císařem schválena. Funkci nakonec získal Emilián Skramlík; v mladočeském tisku bylo pak předmětem kritiky, že si náměstek Zeithammer jako podmínku jeho zvolení vymínil právo rozhodovat ve všech zásadních záležitostech – Skramlík tak byl podle kritiků jen jeho loutkou.)
Kontroverzi vyvolal v květnu 1874, kdy proti A. P. Trojanovi a K. Sladkovskému usiloval o změnu stanov sboru pro vystavění Národního divadla tak, aby členem mohl být automaticky každý, kdo přispěje do fondu (zatímco do té doby přijímal členy individuálně výbor); návrh neprošel, Zeithammer následně odmítl jménem své strany stavbu divadla podporovat a vysloužil si kritiku Jana Nerudy, podle něhož se fakticky nic nestalo, protože česká šlechta (jádro staročeských voličů) stejně v minulosti přispívala minimálně.

### Aktivním zemským a říšským politikem
V roce 1879 Eduard Taaffe, tehdy představitel konzervativního německorakouského tábora, inicioval jednání s Čechy, na jejichž konci byl český vstup na Říšskou radu, zahájení aktivní politiky a přechod Čechů do provládního tábora. Zeithammer se osobně jako jeden z pěti českých politiků účastnil v září 1879 klíčové porady s emisary Taaffeho ve Vídni, na které byly parametry tohoto obratu dojednány.
Po volbách roku 1879 a ukončení pasivního odporu českých politiků se tak Zeithammer stal poslancem Říšské rady (zvolen v kurii měst, obvod Hradec Králové, Náchod, Nové Město atd.) a poprvé se fakticky zapojil do její činnosti. Po volbách v roce 1879 se na Říšské radě připojil k Českému klubu (jednotné parlamentní zastoupení, do kterého se sdružili staročeši, mladočeši, česká konzervativní šlechta a moravští národní poslanci). Jako člen parlamentního Českého klubu se uvádí i po volbách v roce 1885. Zasedl v pětičlenném předsednictvu Českého klubu. Mimo jiné tu v roce 1882 prosadil změnu volebního řádu, který do té doby znevýhodňoval Čechy v kurii velkostatkářů. Téhož roku byl vyznamenán řádem železné koruny 3. třídy. 4. února 1884 vedl delegaci, která u císaře žádala o povolení ke zboření hradeb v Hradci Králové. Mandát v Říšské radě obhájil ve stejném volebním okrsku i ve volbách roku 1885. V těchto volbách působil na pozici šéfa volební kampaně staročechů a historik Otto Urban ho tehdy zmiňuje coby muže číslo 2 ve straně (po Riegrovi). Během roku 1887 ho ovšem na pozici Riegrova nejbližšího pobočníka vystřídal Albín Bráf. Roku 1888 se stal místopředsedou Poslanecké sněmovny Říšské rady.
V zemském sněmu zasedal v období let 1863–1871 a 1878–1895 (podle jiného zdroje 1879–1891). V letech 1883-1890 zastával úřad náměstka nejvyššího zemského maršálka.
Roku 1890 se coby jeden ze tří (staro)českých vyjednavačů (kromě něj ještě Rieger a Karel Mattuš) účastnil jednání o punktacích, které se ale staly terčem kritiky mladočechů a skončily volební porážkou staročeské strany ve volbách do Říšské rady roku 1891. Trojice staročeských punktačních vyjednávačů Rieger, Mattuš a Zeithammer byla v té době veřejně zatracovaná jako zbabělci a darebáci. Zeithammer, který měl také problémy se zrakem, odešel z veřejného života.

### Závěr kariéry a posmrtný odkaz
Roku 1909 byl jmenován doživotním členem panské sněmovny (jmenované horní komory vídeňské Říšské rady).
V následujících letech se situace uklidnila, spory z 90. let utichly a do popředí se dostaly Zeithammerovy předchozí zásluhy. Na rozdíl od většiny politiků své generace se dožil vzniku samostatné ČSR a po smrti Karla Mattuše (24. října 1919) byl posledním žijícím „deklarantem“, signatářem deklarace ze srpna 1868. Byl v kontaktu s řadou významných osobností. Na podzim 1919 se mu splnilo velké osobní přání – jeho synovec František se šťastně vrátil z ruského zajetí. K jeho 87. narozeninám blahopřál např. předseda vlády Vlastimil Tusar, pražský starosta Karel Baxa a další představitelé veřejného života.
Několik dní poté v poklidu zemřel. Pohřben byl na Vyšehradském hřbitově. Na jeho náhrobku stojí nápis: „Šťastný byl život jeho: uviděl zemi zaslíbenou, pro niž celý život
bojoval, ať je mu hlína její lehkou!“
Během první čs. republiky byly připomínány jeho zásluhy například při příležitosti desátého výročí úmrtí (1929) nebo nedožitých stých narozenin (1932). Byl vzpomínán jako poslední příslušník generace praktických buditelů, kteří uváděli do praxe myšlenky svých badatelských předchůdců Dobrovského, Jungmanna, Šafaříka a Palackého. Byl vždy realistou, který vycházel ze skutečných možností. Pokud dělal dojem oportunisty, bylo to jen kvůli zvolené taktice. Jeho ideálem byl ale vždy pokrok a bezpečný vývoj národa.

## Příbuzenstvo
- Bratr Leopold Maria Zeithammer (1834-1905) byl hospodářský správce na schwarzenberských panstvích v jižních Čechách. Vyučoval rovněž na zemědělské škole a psal knihy o racionálním hospodaření a o jihočeské vlastivědě.[32][33]